# Isaac Julien
Sir Isaac Julien (nascut el 21 de febrer de 1960) és un artista d'instal·lacions i cineasta britànic, i professor distingit d'arts a la Universitat de Califòrnia a Santa Cruz.

## Primers anys
Julien va néixer a l'East End deLondres, un dels cinc fills dels seus pares, que havien emigrat a Gran Bretanya des de Saint Lucia. Es va graduar el 1985 a Saint Martin's School of Art, on va estudiar pintura i cinema de belles arts. Va ser cofundador de Sankofa Film and Video Collective el 1983, i va ser membre fundador de Normal Films el 1991.

## Educació
El 1980, Julien va organitzar el Sankofa Film and Video Collective amb, entre d'altres, Martina Attille, Maureen Blackwood, Nadine Marsh-Edwards, que es va "dedicar a desenvolupar una cultura del cinema negre independent en les àrees de producció, exhibició i audiència". Va rebre una llicenciatura en cinema d'art per la Central Saint Martins School of Art, Londres (1984), on va treballar al costat d'artistes com Sandra Lahire, Malcolm Le Grice, Lis Rhodes, Vera Neubauer, Adam Finch i Tina Keane, i va completar el seu estudis de postgrau a Les entrepreneurs de l'audiovisuel européen, Brussel·les (1989).

## Carrera
Julien va assolir protagonisme al món del cinema amb el seu documental dramàtic Looking for Langston de 1989, guanyant un seguiment de culte amb aquesta exploració poètica de Langston Hughes i el Renaixement de Harlem. Els seus seguidors van créixer quan la seva pel·lícula Young Soul Rebels va guanyar el premi Setmana de la Crítica a la millor pel·lícula al 44è Festival Internacional de Cinema de Canes l'any 1991.
Un dels objectius de l'obra de Julien és trencar les barreres que hi ha entre les diferents disciplines artístiques, a partir i comentant-hi el cinema, la dansa, la fotografia, la música, el teatre, la pintura i l'escultura, i unint-les per construir una narració visual potent. Temàticament, gran part del seu treball es relaciona directament amb experiències d'identitat negra i gai (ell mateix és gai), incloent qüestions de classe, sexualitat i història artística i cultural.
Julien és un documentalista, i la seva feina en aquest gènere inclou BaadAssssss Cinema, una pel·lícula sobre la història i la influència del cinema blaxploitation.
El 2023, la Tate Gallery de Londres va celebrar una important retrospectiva de la seva obra titulada What Freedom Is to Me. L'exposició es va inaugurar al Bonnefantenmuseum a Maastricht al març de 2024.

### Col·laboracions
Julien cita el teòric cultural i sociòleg Stuart Hall com una influència important en la seva realització cinematogràfica. Hall narra una part de Looking for Langston. Julien torna a implicar Hall en el seu treball a la pel·lícula de 1996 Frantz Fanon: Black Skin, White Mask, que explica la història de Frantz Fanon, el teòric i psiquiatre de Martinica. Com a membre de Sankofa Film and Video Collective, Julien va fer The Passion of Remembrance (1986), "que intenta fer front a les dificultats de construir una història documental de l'experiència política negra. posant en primer pla qüestions de masclisme i homofòbia." L'any 2007, Julien va participar a Performa 07 creant la seva primera producció nocturna /07b-pc-0007 Cast No Shadow en col·laboració amb Rusell Maliphant.

## Altres activitats
Des del 2018, Julien és membre del Grup Assessor Curatorial del Zeitz Museum of Contemporary Art Africa. El 2019, va ser membre del jurat que va seleccionar Arthur Jafa com a guanyador del Premi Internacional d'Art Contemporani de la Prince Pierre Foundation.

## Reconeixement
Julien va ser nominat per al Premi Turner l'any 2001, i el 2003 va guanyar el Gran Premi del Jurat a la Biennal de Kunstfilm de Colònia per la seva versió en pantalla única de Baltimore.
Julien va ser nomenat Comandant de l'Ordre de l'Imperi Britànic (CBE) en els Honors d'aniversari de 2017 per serveis a les arts i va ser nomenat cavaller als Honors d'aniversari de 2022 pels serveis a la diversitat i la inclusió en l'art. He was elected a Royal Academician in 2017.

## Vida personal
Julien viu i treballa a Londres, Anglaterra, i Santa Cruz (Califòrnia). Treballa amb la seva parella Mark Nash.
Julien va ser professor visitant als Departaments d'Estudis Ambientals Afroamericans i Visuals de la Universitat Harvard, i va ser líder del seminari visitant en el programa MFA Art Practice a l'Escola d'Arts Visuals, i professor visitant del Whitney Independent Study Program a la ciutat de Nova York. També va ser investigador al Goldsmiths College, Universitat de Londres, i el setembre de 2009 es va convertir en professor a la Staatliche Hochschule für Gestaltung Karlsruhe.
El 2018, Julien es va incorporar a la UC Santa Cruz, on és el professor distingit d'arts.
Julien és patró de la Live Art Development Agency.

### Peces d’instal·lació

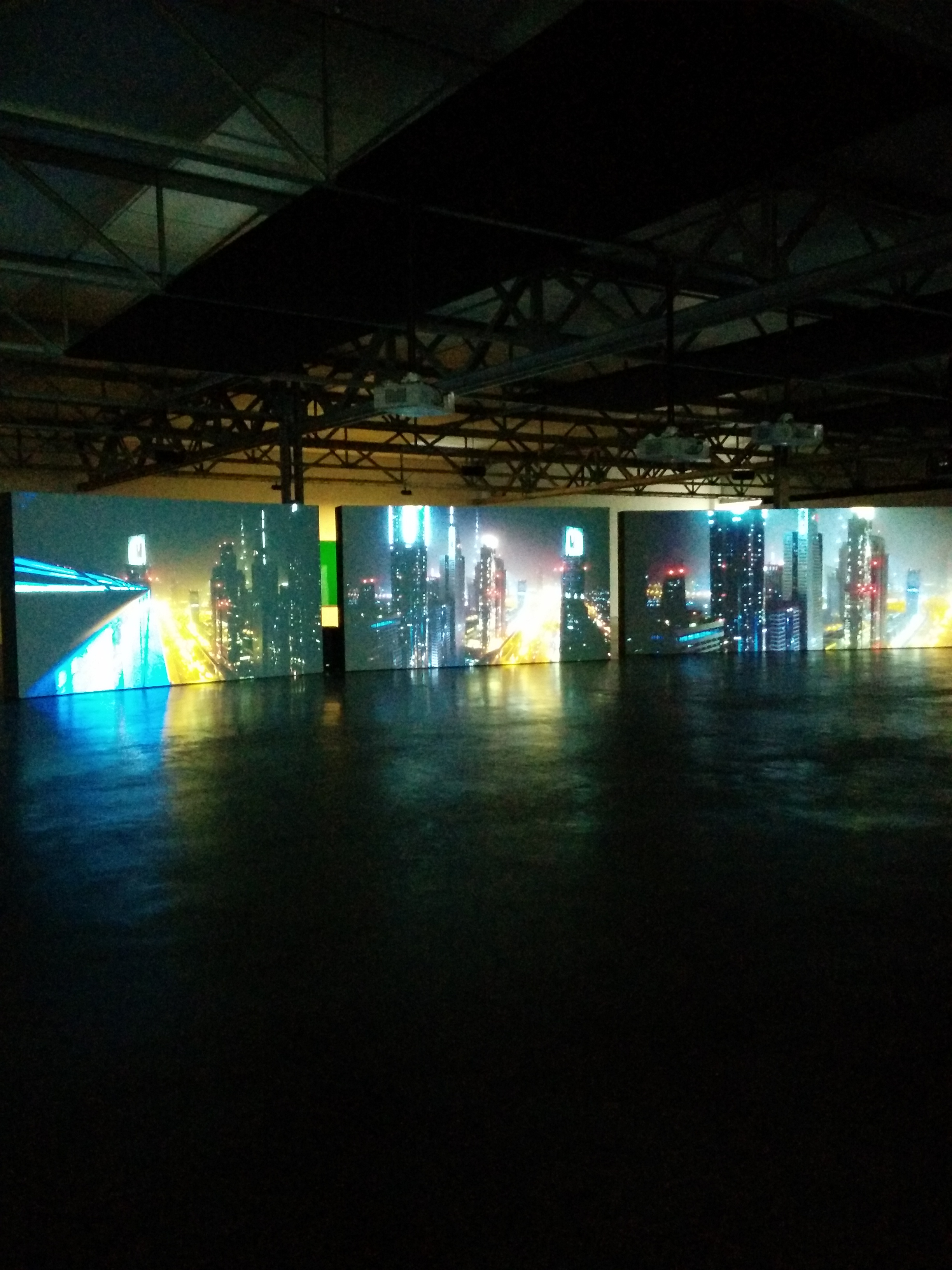
Playtime al De Pont Museum of Contemporary Art als Països Baixos